# Абу Наим аль-Хадим
Абу Наим Аль-Хадим (араб. أبو نعيم الخادم‎, нач. IX века) — один из первых игроков в шатрандж. Житель Средней Азии. Автор не сохранившегося трактата о шахматах (по сведениям Абу-ль-Фатха), где, в частности, привёл мансубу своего сочинения; «он гордился этой мансубой и был прав, а нынче на ней все учатся» (Абу-ль-Фатх).
|   | a | b | c | d | e | f | g | h |   |
| - | --- | --- | --- | --- | --- | --- | --- | --- | - |
| 8 | d7 чёрный ферзь · a6 чёрный слон · b6 чёрный конь · c6 чёрный конь · d6 чёрная пешка · f6 чёрная пешка · g6 белая пешка · a5 чёрная ладья · b5 чёрная пешка · c5 чёрный король · f5 белая пешка · c4 чёрная пешка · d4 белый конь · f4 белая ладья · g4 белая пешка · b3 белая ладья · c3 белая пешка · e3 белая пешка · f3 белый король · g3 белый ферзь · b2 белый конь · g2 чёрная ладья · h1 чёрный ферзь | d7 чёрный ферзь · a6 чёрный слон · b6 чёрный конь · c6 чёрный конь · d6 чёрная пешка · f6 чёрная пешка · g6 белая пешка · a5 чёрная ладья · b5 чёрная пешка · c5 чёрный король · f5 белая пешка · c4 чёрная пешка · d4 белый конь · f4 белая ладья · g4 белая пешка · b3 белая ладья · c3 белая пешка · e3 белая пешка · f3 белый король · g3 белый ферзь · b2 белый конь · g2 чёрная ладья · h1 чёрный ферзь | d7 чёрный ферзь · a6 чёрный слон · b6 чёрный конь · c6 чёрный конь · d6 чёрная пешка · f6 чёрная пешка · g6 белая пешка · a5 чёрная ладья · b5 чёрная пешка · c5 чёрный король · f5 белая пешка · c4 чёрная пешка · d4 белый конь · f4 белая ладья · g4 белая пешка · b3 белая ладья · c3 белая пешка · e3 белая пешка · f3 белый король · g3 белый ферзь · b2 белый конь · g2 чёрная ладья · h1 чёрный ферзь | d7 чёрный ферзь · a6 чёрный слон · b6 чёрный конь · c6 чёрный конь · d6 чёрная пешка · f6 чёрная пешка · g6 белая пешка · a5 чёрная ладья · b5 чёрная пешка · c5 чёрный король · f5 белая пешка · c4 чёрная пешка · d4 белый конь · f4 белая ладья · g4 белая пешка · b3 белая ладья · c3 белая пешка · e3 белая пешка · f3 белый король · g3 белый ферзь · b2 белый конь · g2 чёрная ладья · h1 чёрный ферзь | d7 чёрный ферзь · a6 чёрный слон · b6 чёрный конь · c6 чёрный конь · d6 чёрная пешка · f6 чёрная пешка · g6 белая пешка · a5 чёрная ладья · b5 чёрная пешка · c5 чёрный король · f5 белая пешка · c4 чёрная пешка · d4 белый конь · f4 белая ладья · g4 белая пешка · b3 белая ладья · c3 белая пешка · e3 белая пешка · f3 белый король · g3 белый ферзь · b2 белый конь · g2 чёрная ладья · h1 чёрный ферзь | d7 чёрный ферзь · a6 чёрный слон · b6 чёрный конь · c6 чёрный конь · d6 чёрная пешка · f6 чёрная пешка · g6 белая пешка · a5 чёрная ладья · b5 чёрная пешка · c5 чёрный король · f5 белая пешка · c4 чёрная пешка · d4 белый конь · f4 белая ладья · g4 белая пешка · b3 белая ладья · c3 белая пешка · e3 белая пешка · f3 белый король · g3 белый ферзь · b2 белый конь · g2 чёрная ладья · h1 чёрный ферзь | d7 чёрный ферзь · a6 чёрный слон · b6 чёрный конь · c6 чёрный конь · d6 чёрная пешка · f6 чёрная пешка · g6 белая пешка · a5 чёрная ладья · b5 чёрная пешка · c5 чёрный король · f5 белая пешка · c4 чёрная пешка · d4 белый конь · f4 белая ладья · g4 белая пешка · b3 белая ладья · c3 белая пешка · e3 белая пешка · f3 белый король · g3 белый ферзь · b2 белый конь · g2 чёрная ладья · h1 чёрный ферзь | d7 чёрный ферзь · a6 чёрный слон · b6 чёрный конь · c6 чёрный конь · d6 чёрная пешка · f6 чёрная пешка · g6 белая пешка · a5 чёрная ладья · b5 чёрная пешка · c5 чёрный король · f5 белая пешка · c4 чёрная пешка · d4 белый конь · f4 белая ладья · g4 белая пешка · b3 белая ладья · c3 белая пешка · e3 белая пешка · f3 белый король · g3 белый ферзь · b2 белый конь · g2 чёрная ладья · h1 чёрный ферзь | 8 |
| 7 | d7 чёрный ферзь · a6 чёрный слон · b6 чёрный конь · c6 чёрный конь · d6 чёрная пешка · f6 чёрная пешка · g6 белая пешка · a5 чёрная ладья · b5 чёрная пешка · c5 чёрный король · f5 белая пешка · c4 чёрная пешка · d4 белый конь · f4 белая ладья · g4 белая пешка · b3 белая ладья · c3 белая пешка · e3 белая пешка · f3 белый король · g3 белый ферзь · b2 белый конь · g2 чёрная ладья · h1 чёрный ферзь | d7 чёрный ферзь · a6 чёрный слон · b6 чёрный конь · c6 чёрный конь · d6 чёрная пешка · f6 чёрная пешка · g6 белая пешка · a5 чёрная ладья · b5 чёрная пешка · c5 чёрный король · f5 белая пешка · c4 чёрная пешка · d4 белый конь · f4 белая ладья · g4 белая пешка · b3 белая ладья · c3 белая пешка · e3 белая пешка · f3 белый король · g3 белый ферзь · b2 белый конь · g2 чёрная ладья · h1 чёрный ферзь | d7 чёрный ферзь · a6 чёрный слон · b6 чёрный конь · c6 чёрный конь · d6 чёрная пешка · f6 чёрная пешка · g6 белая пешка · a5 чёрная ладья · b5 чёрная пешка · c5 чёрный король · f5 белая пешка · c4 чёрная пешка · d4 белый конь · f4 белая ладья · g4 белая пешка · b3 белая ладья · c3 белая пешка · e3 белая пешка · f3 белый король · g3 белый ферзь · b2 белый конь · g2 чёрная ладья · h1 чёрный ферзь | d7 чёрный ферзь · a6 чёрный слон · b6 чёрный конь · c6 чёрный конь · d6 чёрная пешка · f6 чёрная пешка · g6 белая пешка · a5 чёрная ладья · b5 чёрная пешка · c5 чёрный король · f5 белая пешка · c4 чёрная пешка · d4 белый конь · f4 белая ладья · g4 белая пешка · b3 белая ладья · c3 белая пешка · e3 белая пешка · f3 белый король · g3 белый ферзь · b2 белый конь · g2 чёрная ладья · h1 чёрный ферзь | d7 чёрный ферзь · a6 чёрный слон · b6 чёрный конь · c6 чёрный конь · d6 чёрная пешка · f6 чёрная пешка · g6 белая пешка · a5 чёрная ладья · b5 чёрная пешка · c5 чёрный король · f5 белая пешка · c4 чёрная пешка · d4 белый конь · f4 белая ладья · g4 белая пешка · b3 белая ладья · c3 белая пешка · e3 белая пешка · f3 белый король · g3 белый ферзь · b2 белый конь · g2 чёрная ладья · h1 чёрный ферзь | d7 чёрный ферзь · a6 чёрный слон · b6 чёрный конь · c6 чёрный конь · d6 чёрная пешка · f6 чёрная пешка · g6 белая пешка · a5 чёрная ладья · b5 чёрная пешка · c5 чёрный король · f5 белая пешка · c4 чёрная пешка · d4 белый конь · f4 белая ладья · g4 белая пешка · b3 белая ладья · c3 белая пешка · e3 белая пешка · f3 белый король · g3 белый ферзь · b2 белый конь · g2 чёрная ладья · h1 чёрный ферзь | d7 чёрный ферзь · a6 чёрный слон · b6 чёрный конь · c6 чёрный конь · d6 чёрная пешка · f6 чёрная пешка · g6 белая пешка · a5 чёрная ладья · b5 чёрная пешка · c5 чёрный король · f5 белая пешка · c4 чёрная пешка · d4 белый конь · f4 белая ладья · g4 белая пешка · b3 белая ладья · c3 белая пешка · e3 белая пешка · f3 белый король · g3 белый ферзь · b2 белый конь · g2 чёрная ладья · h1 чёрный ферзь | d7 чёрный ферзь · a6 чёрный слон · b6 чёрный конь · c6 чёрный конь · d6 чёрная пешка · f6 чёрная пешка · g6 белая пешка · a5 чёрная ладья · b5 чёрная пешка · c5 чёрный король · f5 белая пешка · c4 чёрная пешка · d4 белый конь · f4 белая ладья · g4 белая пешка · b3 белая ладья · c3 белая пешка · e3 белая пешка · f3 белый король · g3 белый ферзь · b2 белый конь · g2 чёрная ладья · h1 чёрный ферзь | 7 |
| 6 | d7 чёрный ферзь · a6 чёрный слон · b6 чёрный конь · c6 чёрный конь · d6 чёрная пешка · f6 чёрная пешка · g6 белая пешка · a5 чёрная ладья · b5 чёрная пешка · c5 чёрный король · f5 белая пешка · c4 чёрная пешка · d4 белый конь · f4 белая ладья · g4 белая пешка · b3 белая ладья · c3 белая пешка · e3 белая пешка · f3 белый король · g3 белый ферзь · b2 белый конь · g2 чёрная ладья · h1 чёрный ферзь | d7 чёрный ферзь · a6 чёрный слон · b6 чёрный конь · c6 чёрный конь · d6 чёрная пешка · f6 чёрная пешка · g6 белая пешка · a5 чёрная ладья · b5 чёрная пешка · c5 чёрный король · f5 белая пешка · c4 чёрная пешка · d4 белый конь · f4 белая ладья · g4 белая пешка · b3 белая ладья · c3 белая пешка · e3 белая пешка · f3 белый король · g3 белый ферзь · b2 белый конь · g2 чёрная ладья · h1 чёрный ферзь | d7 чёрный ферзь · a6 чёрный слон · b6 чёрный конь · c6 чёрный конь · d6 чёрная пешка · f6 чёрная пешка · g6 белая пешка · a5 чёрная ладья · b5 чёрная пешка · c5 чёрный король · f5 белая пешка · c4 чёрная пешка · d4 белый конь · f4 белая ладья · g4 белая пешка · b3 белая ладья · c3 белая пешка · e3 белая пешка · f3 белый король · g3 белый ферзь · b2 белый конь · g2 чёрная ладья · h1 чёрный ферзь | d7 чёрный ферзь · a6 чёрный слон · b6 чёрный конь · c6 чёрный конь · d6 чёрная пешка · f6 чёрная пешка · g6 белая пешка · a5 чёрная ладья · b5 чёрная пешка · c5 чёрный король · f5 белая пешка · c4 чёрная пешка · d4 белый конь · f4 белая ладья · g4 белая пешка · b3 белая ладья · c3 белая пешка · e3 белая пешка · f3 белый король · g3 белый ферзь · b2 белый конь · g2 чёрная ладья · h1 чёрный ферзь | d7 чёрный ферзь · a6 чёрный слон · b6 чёрный конь · c6 чёрный конь · d6 чёрная пешка · f6 чёрная пешка · g6 белая пешка · a5 чёрная ладья · b5 чёрная пешка · c5 чёрный король · f5 белая пешка · c4 чёрная пешка · d4 белый конь · f4 белая ладья · g4 белая пешка · b3 белая ладья · c3 белая пешка · e3 белая пешка · f3 белый король · g3 белый ферзь · b2 белый конь · g2 чёрная ладья · h1 чёрный ферзь | d7 чёрный ферзь · a6 чёрный слон · b6 чёрный конь · c6 чёрный конь · d6 чёрная пешка · f6 чёрная пешка · g6 белая пешка · a5 чёрная ладья · b5 чёрная пешка · c5 чёрный король · f5 белая пешка · c4 чёрная пешка · d4 белый конь · f4 белая ладья · g4 белая пешка · b3 белая ладья · c3 белая пешка · e3 белая пешка · f3 белый король · g3 белый ферзь · b2 белый конь · g2 чёрная ладья · h1 чёрный ферзь | d7 чёрный ферзь · a6 чёрный слон · b6 чёрный конь · c6 чёрный конь · d6 чёрная пешка · f6 чёрная пешка · g6 белая пешка · a5 чёрная ладья · b5 чёрная пешка · c5 чёрный король · f5 белая пешка · c4 чёрная пешка · d4 белый конь · f4 белая ладья · g4 белая пешка · b3 белая ладья · c3 белая пешка · e3 белая пешка · f3 белый король · g3 белый ферзь · b2 белый конь · g2 чёрная ладья · h1 чёрный ферзь | d7 чёрный ферзь · a6 чёрный слон · b6 чёрный конь · c6 чёрный конь · d6 чёрная пешка · f6 чёрная пешка · g6 белая пешка · a5 чёрная ладья · b5 чёрная пешка · c5 чёрный король · f5 белая пешка · c4 чёрная пешка · d4 белый конь · f4 белая ладья · g4 белая пешка · b3 белая ладья · c3 белая пешка · e3 белая пешка · f3 белый король · g3 белый ферзь · b2 белый конь · g2 чёрная ладья · h1 чёрный ферзь | 6 |
| 5 | d7 чёрный ферзь · a6 чёрный слон · b6 чёрный конь · c6 чёрный конь · d6 чёрная пешка · f6 чёрная пешка · g6 белая пешка · a5 чёрная ладья · b5 чёрная пешка · c5 чёрный король · f5 белая пешка · c4 чёрная пешка · d4 белый конь · f4 белая ладья · g4 белая пешка · b3 белая ладья · c3 белая пешка · e3 белая пешка · f3 белый король · g3 белый ферзь · b2 белый конь · g2 чёрная ладья · h1 чёрный ферзь | d7 чёрный ферзь · a6 чёрный слон · b6 чёрный конь · c6 чёрный конь · d6 чёрная пешка · f6 чёрная пешка · g6 белая пешка · a5 чёрная ладья · b5 чёрная пешка · c5 чёрный король · f5 белая пешка · c4 чёрная пешка · d4 белый конь · f4 белая ладья · g4 белая пешка · b3 белая ладья · c3 белая пешка · e3 белая пешка · f3 белый король · g3 белый ферзь · b2 белый конь · g2 чёрная ладья · h1 чёрный ферзь | d7 чёрный ферзь · a6 чёрный слон · b6 чёрный конь · c6 чёрный конь · d6 чёрная пешка · f6 чёрная пешка · g6 белая пешка · a5 чёрная ладья · b5 чёрная пешка · c5 чёрный король · f5 белая пешка · c4 чёрная пешка · d4 белый конь · f4 белая ладья · g4 белая пешка · b3 белая ладья · c3 белая пешка · e3 белая пешка · f3 белый король · g3 белый ферзь · b2 белый конь · g2 чёрная ладья · h1 чёрный ферзь | d7 чёрный ферзь · a6 чёрный слон · b6 чёрный конь · c6 чёрный конь · d6 чёрная пешка · f6 чёрная пешка · g6 белая пешка · a5 чёрная ладья · b5 чёрная пешка · c5 чёрный король · f5 белая пешка · c4 чёрная пешка · d4 белый конь · f4 белая ладья · g4 белая пешка · b3 белая ладья · c3 белая пешка · e3 белая пешка · f3 белый король · g3 белый ферзь · b2 белый конь · g2 чёрная ладья · h1 чёрный ферзь | d7 чёрный ферзь · a6 чёрный слон · b6 чёрный конь · c6 чёрный конь · d6 чёрная пешка · f6 чёрная пешка · g6 белая пешка · a5 чёрная ладья · b5 чёрная пешка · c5 чёрный король · f5 белая пешка · c4 чёрная пешка · d4 белый конь · f4 белая ладья · g4 белая пешка · b3 белая ладья · c3 белая пешка · e3 белая пешка · f3 белый король · g3 белый ферзь · b2 белый конь · g2 чёрная ладья · h1 чёрный ферзь | d7 чёрный ферзь · a6 чёрный слон · b6 чёрный конь · c6 чёрный конь · d6 чёрная пешка · f6 чёрная пешка · g6 белая пешка · a5 чёрная ладья · b5 чёрная пешка · c5 чёрный король · f5 белая пешка · c4 чёрная пешка · d4 белый конь · f4 белая ладья · g4 белая пешка · b3 белая ладья · c3 белая пешка · e3 белая пешка · f3 белый король · g3 белый ферзь · b2 белый конь · g2 чёрная ладья · h1 чёрный ферзь | d7 чёрный ферзь · a6 чёрный слон · b6 чёрный конь · c6 чёрный конь · d6 чёрная пешка · f6 чёрная пешка · g6 белая пешка · a5 чёрная ладья · b5 чёрная пешка · c5 чёрный король · f5 белая пешка · c4 чёрная пешка · d4 белый конь · f4 белая ладья · g4 белая пешка · b3 белая ладья · c3 белая пешка · e3 белая пешка · f3 белый король · g3 белый ферзь · b2 белый конь · g2 чёрная ладья · h1 чёрный ферзь | d7 чёрный ферзь · a6 чёрный слон · b6 чёрный конь · c6 чёрный конь · d6 чёрная пешка · f6 чёрная пешка · g6 белая пешка · a5 чёрная ладья · b5 чёрная пешка · c5 чёрный король · f5 белая пешка · c4 чёрная пешка · d4 белый конь · f4 белая ладья · g4 белая пешка · b3 белая ладья · c3 белая пешка · e3 белая пешка · f3 белый король · g3 белый ферзь · b2 белый конь · g2 чёрная ладья · h1 чёрный ферзь | 5 |
| 4 | d7 чёрный ферзь · a6 чёрный слон · b6 чёрный конь · c6 чёрный конь · d6 чёрная пешка · f6 чёрная пешка · g6 белая пешка · a5 чёрная ладья · b5 чёрная пешка · c5 чёрный король · f5 белая пешка · c4 чёрная пешка · d4 белый конь · f4 белая ладья · g4 белая пешка · b3 белая ладья · c3 белая пешка · e3 белая пешка · f3 белый король · g3 белый ферзь · b2 белый конь · g2 чёрная ладья · h1 чёрный ферзь | d7 чёрный ферзь · a6 чёрный слон · b6 чёрный конь · c6 чёрный конь · d6 чёрная пешка · f6 чёрная пешка · g6 белая пешка · a5 чёрная ладья · b5 чёрная пешка · c5 чёрный король · f5 белая пешка · c4 чёрная пешка · d4 белый конь · f4 белая ладья · g4 белая пешка · b3 белая ладья · c3 белая пешка · e3 белая пешка · f3 белый король · g3 белый ферзь · b2 белый конь · g2 чёрная ладья · h1 чёрный ферзь | d7 чёрный ферзь · a6 чёрный слон · b6 чёрный конь · c6 чёрный конь · d6 чёрная пешка · f6 чёрная пешка · g6 белая пешка · a5 чёрная ладья · b5 чёрная пешка · c5 чёрный король · f5 белая пешка · c4 чёрная пешка · d4 белый конь · f4 белая ладья · g4 белая пешка · b3 белая ладья · c3 белая пешка · e3 белая пешка · f3 белый король · g3 белый ферзь · b2 белый конь · g2 чёрная ладья · h1 чёрный ферзь | d7 чёрный ферзь · a6 чёрный слон · b6 чёрный конь · c6 чёрный конь · d6 чёрная пешка · f6 чёрная пешка · g6 белая пешка · a5 чёрная ладья · b5 чёрная пешка · c5 чёрный король · f5 белая пешка · c4 чёрная пешка · d4 белый конь · f4 белая ладья · g4 белая пешка · b3 белая ладья · c3 белая пешка · e3 белая пешка · f3 белый король · g3 белый ферзь · b2 белый конь · g2 чёрная ладья · h1 чёрный ферзь | d7 чёрный ферзь · a6 чёрный слон · b6 чёрный конь · c6 чёрный конь · d6 чёрная пешка · f6 чёрная пешка · g6 белая пешка · a5 чёрная ладья · b5 чёрная пешка · c5 чёрный король · f5 белая пешка · c4 чёрная пешка · d4 белый конь · f4 белая ладья · g4 белая пешка · b3 белая ладья · c3 белая пешка · e3 белая пешка · f3 белый король · g3 белый ферзь · b2 белый конь · g2 чёрная ладья · h1 чёрный ферзь | d7 чёрный ферзь · a6 чёрный слон · b6 чёрный конь · c6 чёрный конь · d6 чёрная пешка · f6 чёрная пешка · g6 белая пешка · a5 чёрная ладья · b5 чёрная пешка · c5 чёрный король · f5 белая пешка · c4 чёрная пешка · d4 белый конь · f4 белая ладья · g4 белая пешка · b3 белая ладья · c3 белая пешка · e3 белая пешка · f3 белый король · g3 белый ферзь · b2 белый конь · g2 чёрная ладья · h1 чёрный ферзь | d7 чёрный ферзь · a6 чёрный слон · b6 чёрный конь · c6 чёрный конь · d6 чёрная пешка · f6 чёрная пешка · g6 белая пешка · a5 чёрная ладья · b5 чёрная пешка · c5 чёрный король · f5 белая пешка · c4 чёрная пешка · d4 белый конь · f4 белая ладья · g4 белая пешка · b3 белая ладья · c3 белая пешка · e3 белая пешка · f3 белый король · g3 белый ферзь · b2 белый конь · g2 чёрная ладья · h1 чёрный ферзь | d7 чёрный ферзь · a6 чёрный слон · b6 чёрный конь · c6 чёрный конь · d6 чёрная пешка · f6 чёрная пешка · g6 белая пешка · a5 чёрная ладья · b5 чёрная пешка · c5 чёрный король · f5 белая пешка · c4 чёрная пешка · d4 белый конь · f4 белая ладья · g4 белая пешка · b3 белая ладья · c3 белая пешка · e3 белая пешка · f3 белый король · g3 белый ферзь · b2 белый конь · g2 чёрная ладья · h1 чёрный ферзь | 4 |
| 3 | d7 чёрный ферзь · a6 чёрный слон · b6 чёрный конь · c6 чёрный конь · d6 чёрная пешка · f6 чёрная пешка · g6 белая пешка · a5 чёрная ладья · b5 чёрная пешка · c5 чёрный король · f5 белая пешка · c4 чёрная пешка · d4 белый конь · f4 белая ладья · g4 белая пешка · b3 белая ладья · c3 белая пешка · e3 белая пешка · f3 белый король · g3 белый ферзь · b2 белый конь · g2 чёрная ладья · h1 чёрный ферзь | d7 чёрный ферзь · a6 чёрный слон · b6 чёрный конь · c6 чёрный конь · d6 чёрная пешка · f6 чёрная пешка · g6 белая пешка · a5 чёрная ладья · b5 чёрная пешка · c5 чёрный король · f5 белая пешка · c4 чёрная пешка · d4 белый конь · f4 белая ладья · g4 белая пешка · b3 белая ладья · c3 белая пешка · e3 белая пешка · f3 белый король · g3 белый ферзь · b2 белый конь · g2 чёрная ладья · h1 чёрный ферзь | d7 чёрный ферзь · a6 чёрный слон · b6 чёрный конь · c6 чёрный конь · d6 чёрная пешка · f6 чёрная пешка · g6 белая пешка · a5 чёрная ладья · b5 чёрная пешка · c5 чёрный король · f5 белая пешка · c4 чёрная пешка · d4 белый конь · f4 белая ладья · g4 белая пешка · b3 белая ладья · c3 белая пешка · e3 белая пешка · f3 белый король · g3 белый ферзь · b2 белый конь · g2 чёрная ладья · h1 чёрный ферзь | d7 чёрный ферзь · a6 чёрный слон · b6 чёрный конь · c6 чёрный конь · d6 чёрная пешка · f6 чёрная пешка · g6 белая пешка · a5 чёрная ладья · b5 чёрная пешка · c5 чёрный король · f5 белая пешка · c4 чёрная пешка · d4 белый конь · f4 белая ладья · g4 белая пешка · b3 белая ладья · c3 белая пешка · e3 белая пешка · f3 белый король · g3 белый ферзь · b2 белый конь · g2 чёрная ладья · h1 чёрный ферзь | d7 чёрный ферзь · a6 чёрный слон · b6 чёрный конь · c6 чёрный конь · d6 чёрная пешка · f6 чёрная пешка · g6 белая пешка · a5 чёрная ладья · b5 чёрная пешка · c5 чёрный король · f5 белая пешка · c4 чёрная пешка · d4 белый конь · f4 белая ладья · g4 белая пешка · b3 белая ладья · c3 белая пешка · e3 белая пешка · f3 белый король · g3 белый ферзь · b2 белый конь · g2 чёрная ладья · h1 чёрный ферзь | d7 чёрный ферзь · a6 чёрный слон · b6 чёрный конь · c6 чёрный конь · d6 чёрная пешка · f6 чёрная пешка · g6 белая пешка · a5 чёрная ладья · b5 чёрная пешка · c5 чёрный король · f5 белая пешка · c4 чёрная пешка · d4 белый конь · f4 белая ладья · g4 белая пешка · b3 белая ладья · c3 белая пешка · e3 белая пешка · f3 белый король · g3 белый ферзь · b2 белый конь · g2 чёрная ладья · h1 чёрный ферзь | d7 чёрный ферзь · a6 чёрный слон · b6 чёрный конь · c6 чёрный конь · d6 чёрная пешка · f6 чёрная пешка · g6 белая пешка · a5 чёрная ладья · b5 чёрная пешка · c5 чёрный король · f5 белая пешка · c4 чёрная пешка · d4 белый конь · f4 белая ладья · g4 белая пешка · b3 белая ладья · c3 белая пешка · e3 белая пешка · f3 белый король · g3 белый ферзь · b2 белый конь · g2 чёрная ладья · h1 чёрный ферзь | d7 чёрный ферзь · a6 чёрный слон · b6 чёрный конь · c6 чёрный конь · d6 чёрная пешка · f6 чёрная пешка · g6 белая пешка · a5 чёрная ладья · b5 чёрная пешка · c5 чёрный король · f5 белая пешка · c4 чёрная пешка · d4 белый конь · f4 белая ладья · g4 белая пешка · b3 белая ладья · c3 белая пешка · e3 белая пешка · f3 белый король · g3 белый ферзь · b2 белый конь · g2 чёрная ладья · h1 чёрный ферзь | 3 |
| 2 | d7 чёрный ферзь · a6 чёрный слон · b6 чёрный конь · c6 чёрный конь · d6 чёрная пешка · f6 чёрная пешка · g6 белая пешка · a5 чёрная ладья · b5 чёрная пешка · c5 чёрный король · f5 белая пешка · c4 чёрная пешка · d4 белый конь · f4 белая ладья · g4 белая пешка · b3 белая ладья · c3 белая пешка · e3 белая пешка · f3 белый король · g3 белый ферзь · b2 белый конь · g2 чёрная ладья · h1 чёрный ферзь | d7 чёрный ферзь · a6 чёрный слон · b6 чёрный конь · c6 чёрный конь · d6 чёрная пешка · f6 чёрная пешка · g6 белая пешка · a5 чёрная ладья · b5 чёрная пешка · c5 чёрный король · f5 белая пешка · c4 чёрная пешка · d4 белый конь · f4 белая ладья · g4 белая пешка · b3 белая ладья · c3 белая пешка · e3 белая пешка · f3 белый король · g3 белый ферзь · b2 белый конь · g2 чёрная ладья · h1 чёрный ферзь | d7 чёрный ферзь · a6 чёрный слон · b6 чёрный конь · c6 чёрный конь · d6 чёрная пешка · f6 чёрная пешка · g6 белая пешка · a5 чёрная ладья · b5 чёрная пешка · c5 чёрный король · f5 белая пешка · c4 чёрная пешка · d4 белый конь · f4 белая ладья · g4 белая пешка · b3 белая ладья · c3 белая пешка · e3 белая пешка · f3 белый король · g3 белый ферзь · b2 белый конь · g2 чёрная ладья · h1 чёрный ферзь | d7 чёрный ферзь · a6 чёрный слон · b6 чёрный конь · c6 чёрный конь · d6 чёрная пешка · f6 чёрная пешка · g6 белая пешка · a5 чёрная ладья · b5 чёрная пешка · c5 чёрный король · f5 белая пешка · c4 чёрная пешка · d4 белый конь · f4 белая ладья · g4 белая пешка · b3 белая ладья · c3 белая пешка · e3 белая пешка · f3 белый король · g3 белый ферзь · b2 белый конь · g2 чёрная ладья · h1 чёрный ферзь | d7 чёрный ферзь · a6 чёрный слон · b6 чёрный конь · c6 чёрный конь · d6 чёрная пешка · f6 чёрная пешка · g6 белая пешка · a5 чёрная ладья · b5 чёрная пешка · c5 чёрный король · f5 белая пешка · c4 чёрная пешка · d4 белый конь · f4 белая ладья · g4 белая пешка · b3 белая ладья · c3 белая пешка · e3 белая пешка · f3 белый король · g3 белый ферзь · b2 белый конь · g2 чёрная ладья · h1 чёрный ферзь | d7 чёрный ферзь · a6 чёрный слон · b6 чёрный конь · c6 чёрный конь · d6 чёрная пешка · f6 чёрная пешка · g6 белая пешка · a5 чёрная ладья · b5 чёрная пешка · c5 чёрный король · f5 белая пешка · c4 чёрная пешка · d4 белый конь · f4 белая ладья · g4 белая пешка · b3 белая ладья · c3 белая пешка · e3 белая пешка · f3 белый король · g3 белый ферзь · b2 белый конь · g2 чёрная ладья · h1 чёрный ферзь | d7 чёрный ферзь · a6 чёрный слон · b6 чёрный конь · c6 чёрный конь · d6 чёрная пешка · f6 чёрная пешка · g6 белая пешка · a5 чёрная ладья · b5 чёрная пешка · c5 чёрный король · f5 белая пешка · c4 чёрная пешка · d4 белый конь · f4 белая ладья · g4 белая пешка · b3 белая ладья · c3 белая пешка · e3 белая пешка · f3 белый король · g3 белый ферзь · b2 белый конь · g2 чёрная ладья · h1 чёрный ферзь | d7 чёрный ферзь · a6 чёрный слон · b6 чёрный конь · c6 чёрный конь · d6 чёрная пешка · f6 чёрная пешка · g6 белая пешка · a5 чёрная ладья · b5 чёрная пешка · c5 чёрный король · f5 белая пешка · c4 чёрная пешка · d4 белый конь · f4 белая ладья · g4 белая пешка · b3 белая ладья · c3 белая пешка · e3 белая пешка · f3 белый король · g3 белый ферзь · b2 белый конь · g2 чёрная ладья · h1 чёрный ферзь | 2 |
| 1 | d7 чёрный ферзь · a6 чёрный слон · b6 чёрный конь · c6 чёрный конь · d6 чёрная пешка · f6 чёрная пешка · g6 белая пешка · a5 чёрная ладья · b5 чёрная пешка · c5 чёрный король · f5 белая пешка · c4 чёрная пешка · d4 белый конь · f4 белая ладья · g4 белая пешка · b3 белая ладья · c3 белая пешка · e3 белая пешка · f3 белый король · g3 белый ферзь · b2 белый конь · g2 чёрная ладья · h1 чёрный ферзь | d7 чёрный ферзь · a6 чёрный слон · b6 чёрный конь · c6 чёрный конь · d6 чёрная пешка · f6 чёрная пешка · g6 белая пешка · a5 чёрная ладья · b5 чёрная пешка · c5 чёрный король · f5 белая пешка · c4 чёрная пешка · d4 белый конь · f4 белая ладья · g4 белая пешка · b3 белая ладья · c3 белая пешка · e3 белая пешка · f3 белый король · g3 белый ферзь · b2 белый конь · g2 чёрная ладья · h1 чёрный ферзь | d7 чёрный ферзь · a6 чёрный слон · b6 чёрный конь · c6 чёрный конь · d6 чёрная пешка · f6 чёрная пешка · g6 белая пешка · a5 чёрная ладья · b5 чёрная пешка · c5 чёрный король · f5 белая пешка · c4 чёрная пешка · d4 белый конь · f4 белая ладья · g4 белая пешка · b3 белая ладья · c3 белая пешка · e3 белая пешка · f3 белый король · g3 белый ферзь · b2 белый конь · g2 чёрная ладья · h1 чёрный ферзь | d7 чёрный ферзь · a6 чёрный слон · b6 чёрный конь · c6 чёрный конь · d6 чёрная пешка · f6 чёрная пешка · g6 белая пешка · a5 чёрная ладья · b5 чёрная пешка · c5 чёрный король · f5 белая пешка · c4 чёрная пешка · d4 белый конь · f4 белая ладья · g4 белая пешка · b3 белая ладья · c3 белая пешка · e3 белая пешка · f3 белый король · g3 белый ферзь · b2 белый конь · g2 чёрная ладья · h1 чёрный ферзь | d7 чёрный ферзь · a6 чёрный слон · b6 чёрный конь · c6 чёрный конь · d6 чёрная пешка · f6 чёрная пешка · g6 белая пешка · a5 чёрная ладья · b5 чёрная пешка · c5 чёрный король · f5 белая пешка · c4 чёрная пешка · d4 белый конь · f4 белая ладья · g4 белая пешка · b3 белая ладья · c3 белая пешка · e3 белая пешка · f3 белый король · g3 белый ферзь · b2 белый конь · g2 чёрная ладья · h1 чёрный ферзь | d7 чёрный ферзь · a6 чёрный слон · b6 чёрный конь · c6 чёрный конь · d6 чёрная пешка · f6 чёрная пешка · g6 белая пешка · a5 чёрная ладья · b5 чёрная пешка · c5 чёрный король · f5 белая пешка · c4 чёрная пешка · d4 белый конь · f4 белая ладья · g4 белая пешка · b3 белая ладья · c3 белая пешка · e3 белая пешка · f3 белый король · g3 белый ферзь · b2 белый конь · g2 чёрная ладья · h1 чёрный ферзь | d7 чёрный ферзь · a6 чёрный слон · b6 чёрный конь · c6 чёрный конь · d6 чёрная пешка · f6 чёрная пешка · g6 белая пешка · a5 чёрная ладья · b5 чёрная пешка · c5 чёрный король · f5 белая пешка · c4 чёрная пешка · d4 белый конь · f4 белая ладья · g4 белая пешка · b3 белая ладья · c3 белая пешка · e3 белая пешка · f3 белый король · g3 белый ферзь · b2 белый конь · g2 чёрная ладья · h1 чёрный ферзь | d7 чёрный ферзь · a6 чёрный слон · b6 чёрный конь · c6 чёрный конь · d6 чёрная пешка · f6 чёрная пешка · g6 белая пешка · a5 чёрная ладья · b5 чёрная пешка · c5 чёрный король · f5 белая пешка · c4 чёрная пешка · d4 белый конь · f4 белая ладья · g4 белая пешка · b3 белая ладья · c3 белая пешка · e3 белая пешка · f3 белый король · g3 белый ферзь · b2 белый конь · g2 чёрная ладья · h1 чёрный ферзь | 1 |
|   | a | b | c | d | e | f | g | h |   |

В шатрандже некоторые предшественники современных фигур двигались иначе, чем в настоящее время. Так, алфил (араб. al-Fil‎ — слон) ходил и бил через одно поле по диагонали, подобно коню мог прыгать через фигуры. Ферс (перс. ferz‎ - визирь) ходил и бил на одно поле по диагонали.

На диаграмме на полях c5, f3  — шах (Ш), на полях g3, d7, h1 — ферс (Ф), на поле а6 — алфил (А).
После ряда эффектных жертв белые объявляют мат в 6 ходов:

1. Л:b5+! Л:b5 (алфил а6 контролирует лишь поля с4 и с8, но не b5) 2. Ке6+! Ф:е6 3. Л:c4+! К:с4

(3… A:с4 4. Kd3+ Шd5 5. е4×)

4. Ка4+ Шd5 5. е4+ Ше5 6. Фf4×.